# 710

## Evenimente
- Se încheie Perioada Asuka (Suiko) în Japonia (539-710), începe Perioada Nara (710-794).

## Nașteri
- dată necunoscută: Rabi‘a al-Adawiyya  (d. 801)
- dată necunoscută: Desiderius al longobarzilor  (d. 786)
- dată necunoscută: Carloman (fiul lui Carol Martel)  (d. 754)
- dată necunoscută: Sfânta Walpurga sfântă saxonă (d. 779)

## Decese
- Al-Akhtal, poet arab (n. 640)

- Kakinomoto no Hitomaro, aristocrat și poet japonez din perioada Asuka (n. 662)